# Відступ шлюбу
Відступ шлюбу (англ. Marriage Retreat) — американська драма 2011 року.

## Сюжет
Троє нещасних подружжя відправляються в подорож у гори, в якому вони піддаються ортодоксальним і безглуздим методам зміцнення шлюбу з боку доктора Саллівана і його дружини Катріни. У цій подорожі пари за допомогою ідей і методів доктора намагаються врятувати свої шлюби. Одночасно доктор і його дружина намагаються довести, що релігія є потужним важелем у підтримці стабільності шлюбу, і що настав час прийняти віру.

## У ролях
- Джефф Фейгі — Крейг Салліван
- Девід А.Р. Вайт — Марк Боуман
- Анна Зілінські — Донна Гарлоу
- Вікторія Джексон — Катріна Салліван
- Логан Вайт — Клер Боуман
- Томмі Блейз — Боббі Касл
- Меттью Флорида — Джеймс Гарлоу
- Керолайн Чой — Мелоді Касл
- Реджинальд ВелДжонсон — Пастор Векслей
- Летиція Роблес — фельдшер Марія
- Джоселін Круз — Розалінда
- Террі Фанк — Сем
- Майкл Морі — Денні
- Бред Стайн — Джой
- Оушен Вайт — Бебі О